# نيلسون لي
نيلسون لي (بالإنجليزية: Nelson Leigh)‏ هو ممثل أمريكي، ولد في 1905 في الولايات المتحدة، وتوفي بنفس المكان في 3 يوليو 1985.

## وصلات خارجية
- نيلسون لي على موقع IMDb (الإنجليزية)
- نيلسون لي على موقع قاعدة بيانات برودواي على الإنترنت (الإنجليزية)
- نيلسون لي على موقع قاعدة بيانات الفيلم (الإنجليزية)